# 林信寬
林信寬（2002年5月9日—）為臺灣男子籃球運動員，場上位置為小前锋，現效力於台灣職業籃球大聯盟桃園台啤永豐雲豹。

## 早年
林信寬國二時轉學進入崇倫國中才開始接受正規籃球訓練，國中畢業後原先打算升學至臺中高工，後在教練勸說下進入東山高中，高一即被登錄在高中籃球聯賽12人名單當中，共出賽17場，場均上場近17分鐘，繳出5.5分、5.6籃板、0.6助攻與0.7抄截的表現，球隊有打進四強但該屆新人王從缺。大學進入國立臺灣師範大學就讀，2020年夏天入選中華男籃U18培訓隊。2022年2月代表中華台北征戰2023年世界盃亞洲區資格賽第一輪第一、二階段。2022年夏天入選中華培訓隊參加BE HEROES籃球經典賽與跨聯盟籃球邀請賽。

## 職業生涯
2023年7月14日，林信寬在T1聯盟新人選秀會被台啤雲豹以狀元籤選中。7月20日，林信寬與台啤雲豹完成簽約。10月1日，林信寬代表中華臺北在亞運三對三籃球賽奪下金牌。2025年6月20日，桃園台啤永豐雲豹宣布與林信寬續約五年，兩年後可行使旅外條款。

## 外部連結
- 林信寬的Instagram帳戶
- 林信寬在fiba.basketball（英语）
- 林信寬在fiba3x3.com（英语）
- 林信寬在台灣職業籃球大聯盟官網
- 林信寬在Eurobasket.com（球員）（英语）
- 林信寬在Proballers（英语）
- 林信寬在RealGM（球員）（英语）
- 林信寬在Flashscore（英语）